# Qualificazioni al campionato europeo femminile di calcio 2009 - Fase a gironi, gruppo 1
Il gruppo 1 delle qualificazioni al campionato europeo femminile di calcio 2009 è composto da cinque squadre: Bielorussia, Inghilterra, Irlanda del Nord, Repubblica Ceca e Spagna.

## Classifica
| Pos | Squadra          | Pt | G | V | N | P | GF | GS | DR  |
| --- | ---------------- | -- | - | - | - | - | -- | -- | --- |
| 1.  | Inghilterra      | 20 | 8 | 6 | 2 | 0 | 24 | 4  | +20 |
| 2.  | Spagna           | 17 | 8 | 5 | 2 | 1 | 24 | 7  | +17 |
| 3.  | Rep. Ceca        | 14 | 8 | 4 | 2 | 2 | 18 | 14 | +4  |
| 4.  | Bielorussia      | 4  | 8 | 1 | 1 | 6 | 10 | 27 | -17 |
| 5.  | Irlanda del Nord | 1  | 8 | 0 | 1 | 7 | 2  | 26 | -24 |

Inghilterra qualificata. Spagna e Rep. Ceca ai playoff.

### Risultati
| Arbitro: | Ann Helen Østervold |

|                                                          |           |  |
| K. Smith 52’ Harkin 66’ (aut.) Chapman 73’ Sanderson 77’ | Marcatori |  |

| Arbitro: | Berta Maria Correia Tavares |

|              |           |                         |
| McFadden 10’ | Marcatori | 11’, 81’, 85’ Chlumecká |

| Arbitro: | Lena Arwedahl |

|  |           |                                    |
|  | Marcatori | 53’ Vázquez 67’ Azagra 84’ Jiménez |

| Arbitro: | Iwona Malek-wybraniec |

|                                                                |           |  |
| Kazeeva 26’ Tatarynova 49’, 90’ Davydovich 57’ Kuzniatsova 80’ | Marcatori |  |

| Arbitro: | Sjoukje de Jong |

|                |           |                                          |
| Kuzniatsova 4’ | Marcatori | 8’ Heroldová 33’, 57’ (rig.), 61’ Ščasná |

| Arbitro: | Marylin Remy |

|                                          |           |  |
| A. Scott 10’, 64’ K. Smith 32’ Aluko 48’ | Marcatori |  |

| Arbitro: | Florea Cristina Ionescu |

|                                 |           |                           |
| I. Martínková 18’ Šmeralová 78’ | Marcatori | 35’ Martín 90+4’ Vilanova |

| Arbitro: | Claudine Brohet |

|            |           |  |
| Carney 64’ | Marcatori |  |

| Arbitro: | Christine Bango |

|                                               |           |  |
| Del Río 17’ Bermúdez 27’ Vilas 59’ García 74’ | Marcatori |  |

| Arbitro: | Silvia Tea Spinelli |

|  |           |                        |
|  | Marcatori | 18’ Williams 84’ White |

| Doncaster 20 marzo 2008, ore 20:05 CET | Inghilterra | 0 – 0 referto | Rep. Ceca | Keepmoat Stadium\| Arbitro: \| Eva Ödlund \| |
| Arbitro:                               | Eva Ödlund  |               |           |                                              |

| Arbitro: | Marina Mamayeva |

|                                                                        |           |  |
| Šmeralová 21’ L. Martínková 43’ I. Martínková 79’ (rig.) Došková 90+3’ | Marcatori |  |

| Arbitro: | Hilal Tuba Tosun Ayer |

|                                                       |           |           |
| Vázquez 11’, 40’ Romero 28’, 90’ Cuesta 68’ Pérez 88’ | Marcatori | 36’ Shpak |

| Arbitro: | Cristina Dorcioman |

|               |           |                                                           |
| Ryzhevich 30’ | Marcatori | 1’ J. Scott 7’, 25’, 87’ Williams 44’ Sanderson 90’ White |

| Arbitro: | Gyöngyi Gaál |

|                                                           |           |               |
| Gimbert 46’ (rig.) Boquete 57’, 90+2’ (rig.) Torrejón 84’ | Marcatori | 33’ Heroldová |

| Arbitro: | Christina Westrum Pedersen |

|  |           |                             |
|  | Marcatori | 9’, 11’ Vázquez 72’ Boquete |

| Arbitro: | Ann Helen Østervold |

|                                      |           |           |
| Ringelová 19’ L. Martínková 51’, 81’ | Marcatori | 62’ Kiose |

| Arbitro: | Mihaela Gurdon Bašimamović |

|          |           |           |
| Hall 40’ | Marcatori | 84’ Kiose |

| Arbitro: | Christine Baitinger |

|             |           |                                                        |
| Došková 28’ | Marcatori | 61’ Westwood 79’, 86’ K. Smith 81’ Carney 83’ J. Scott |

| Arbitro: | Jenny Palmqvist |

|                         |           |                         |
| Boquete 8’ Bermúdez 42’ | Marcatori | 54’ Carney 76’ K. Smith |

## Statistiche

### Classifica marcatrici
5 reti
- Kelly Smith
- Erika Vázquez

4 reti
- Fara Williams
- Verónica Boquete (1 rig.)

3 reti
- Karen Carney
- Gabriela Chlumecká

- Lucie Martínková

- Pavlína Ščasná (1 rig.)

2 reti
- Tatsiana Kiose
- Liudmila Kuzniatsova
- Hanna Tatarynova
- Lianne Sanderson
- Alex Scott

- Jill Scott
- Faye White
- Kateřina Došková
- Lucie Heroldová

- Irena Martínková (1 rig.)
- Eva Šmeralová
- Sonia Bermúdez
- Ana María Romero

1 rete
- Alesia Davydovich
- Iryna Kazeeva
- Natalia Ryzhevich
- Oksana Shpak
- Eniola Aluko
- Katie Chapman
- Emily Westwood

- Stacey Hall
- Sarah McFadden
- Markéta Ringelová
- María Paz Azagra
- Esther Cuesta
- Laura del Río
- Ruth García

- Vanesa Gimbert (1 rig.)
- Auxi Jiménez
- Adriana Martín
- María José Pérez González
- Marta Torrejón
- Sandra Vilanova
- Mari Paz Vilas

Autoreti
- Una Harkin (a favore dell'Inghilterra)